# Eucithara makadiensis
Eucithara makadiensis é uma espécie de gastrópode do gênero Eucithara, pertencente à família Mangeliidae.